# Fabiana Udenio
Fabiana Udenio (* 21. Dezember 1964 in Buenos Aires) ist eine argentinische Schauspielerin.

## Leben und Karriere
Udenio wuchs in Italien auf und wurde mit 14 zur Miss Teen Italy gewählt. In ihren Rollen verkörpert sie meist eine Schönheit, wie in der Rolle der Verführerin Alotta Fagina in Austin Powers – Das Schärfste, was Ihre Majestät zu bieten hat, eine Parodie auf Bond-Girls. Fabiana spielte außerdem Rollen in den Filmen RoboCop 2, Summer School und Wedding Planner – Verliebt, verlobt, verplant. Ebenfalls ist sie in Fernsehserien wie Babylon 5, Baywatch oder Zoey 101 zu sehen und trat als Gaststar in verschiedenen Fernsehsendungen auf. Zwischen 1999 und 2000 hatte sie eine der Hauptrollen der Fernsehserie Amazonas – Gefangene des Dschungels, die jedoch nach einer Staffel mit 23 Episoden eingestellt wurde. Sie hatte zudem eine wiederkehrende Rolle in der Serie Die glorreichen Sieben.
Udenio war in erster Ehe von 1986 bis 1995 mit dem Schauspieler Judson Scott verheiratet. Auch eine zweite Ehe mit Robert McLeod scheiterte 2009. Udenio hat einen Sohn, Adrian Raice.

## Filmografie (Auswahl)

### Filme
- 1978: Leidenschaftliche Blümchen
- 1980: Die tödliche Warnung (L’avvertimento)
- 1983: Im Wendekreis des Kreuzes (The Scarlet and the Black) (Fernsehfilm)
- 1983: Le ambizioni sbagliate (Fernsehfilm)
- 1986: Hardbodies 2
- 1987: Summer School
- 1990: Bride of Re-Animator
- 1990: RoboCop 2
- 1990: The Knife and Gun Club (Fernsehfilm)
- 1991: American Steel (Diplomatic Immunity)
- 1992: Anni 90
- 1993: Gefährliche Reise zum Mittelpunkt der Erde (Journey to the Center of the Earth, Fernsehfilm)
- 1994: In the Army Now – Die Trottel der Kompanie (In the Army Now)
- 1997: Austin Powers – Das Schärfste, was Ihre Majestät zu bieten hat (Austin Powers: International Man of Mystery)
- 1998: The Godson
- 2001: Wedding Planner – Verliebt, verlobt, verplant (The Wedding Planner)
- 2004: Slammed

### Fernsehserien
- 1985–1986: Liebe, Lüge, Leidenschaft (One Life to Live)
- 1987: Full House (eine Folge)
- 1988: Sapore di gloria
- 1989: Mann muss nicht sein (Designing Women, eine Folge)
- 1989: Cheers (eine Folge)
- 1989: Valerie (eine Folge)
- 1990: Freddy’s Nightmares (Freddy’s Nightmares, eine Folge)
- 1990: Zurück in die Vergangenheit (Quantum Leap, eine Folge)
- 1990: The Fanelli Boys (zwei Folgen)
- 1991: Alle Tage Lenny (Lenny, eine Folge)
- 1991: Top of the Heap (eine Folge)
- 1991: Morton & Hayes (eine Folge)
- 1992: Down the Shore (eine Folge)
- 1992: Secrets (Miniserie)
- 1993: Baywatch – Die Rettungsschwimmer von Malibu (Baywatch, eine Folge)
- 1994, 1998: Babylon 5 (zwei Folgen)
- 1994: Küß’ mich, John (Hearts Afire, eine Folge)
- 1994: Renegade – Gnadenlose Jagd (Renegade, eine Folge)
- 1994: Walker, Texas Ranger (eine Folge)
- 1995: New York Cops – NYPD Blue (NYPD Blue, eine Folge)
- 1995: Pointman (eine Folge)
- 1995: Braten und Bräute (Platypus Man, eine Folge)
- 1995: Überflieger (Wings, eine Folge)
- 1996: Caroline in the City (eine Folge)
- 1996: Nachtschicht mit John (The John Larroquette Show, eine Folge)
- 1996: Verrückt nach dir (Mad About You, zwei Folgen)
- 1997: Big Easy – Straßen der Sünde (The Big Easy, eine Folge)
- 1997: Alles Roger! (Life with Roger, eine Folge)
- 1997: Chicago Sons (eine Folge)
- 1998: Night Man (eine Folge)
- 1998: Air America (zwei Folgen)
- 1999: Die glorreichen Sieben (The Magnificent Seven, drei Folgen)
- 1999: Susan (Suddenly Susan, eine Folge)
- 1999: Mortal Kombat: Conquest (drei Folgen)
- 1999–2000: Amazonas – Gefangene des Dschungels (Amazon, 22 Folgen)
- 2000: Tequila & Bonetti (eine Folge)
- 2001: FreakyLinks (eine Folge)
- 2003: 10-8: Officers on Duty (10-8, eine Folge)
- 2004: Clubhouse (eine Folge)
- 2005: Zoey 101 (eine Folge)
- 2008: CSI: Miami (eine Folge)
- 2008–2011: 90210 (sieben Folgen)
- 2013: Mistresses (eine Folge)
- 2014–2016: Jane the Virgin (sieben Folgen)
- 2023: Fubar (Fernsehserie)